# Thalassothemis
Genre
Thalassothemis est un genre de la famille des libellulidae appartenant au sous-ordre des anisoptères dans l'ordre des odonates. Il ne comprend qu'une seule espèce : Talassothemis marchali.

## Espèce du genre
- Thalassothemis marchali (Rambur, 1842)